# کایزویل (یوتا)
کایزویل (به انگلیسی: Kaysville) شهری در ایالت یوتا کشور ایالات متحده آمریکا است که جمعیت آن در سرشماری سال ۲۰۱۰ میلادی، ۲۷٬۳۰۰ نفر بوده‌است.